# Bruno Rodzik
Bruno Rodzik (29 de maig de 1935 - 12 d'abril de 1998) va ser un futbolista francès, que jugava com a defensa. Va jugar amb la selecció francesa a l'Eurocopa de 1960.

## Carrera esportiva
Va jugar principalment a l'Stade de Reims i a l'OGC Nice.
Va jugar com a titular la final de la Copa d'Europa de 1959, que l'Stade de Reims va perdre contra el Reial Madrid al Neckarstadion de Stuttgart, i que suposà la quarta Copa d'Europa consecutiva per als blancs.

## Internacional
Rodzik va néixer a França i era d'ascendència polonesa. Va ser futbolista internacional amb la selecció francesa de futbol.

## Palmarès
- Campionat de França el 1958, 1960 i 1962 amb l'Stade de Reims
- Subcampió de la Copa d'Europa el 1959 amb l'Stade de Reims